# Tonga na Zimowych Igrzyskach Olimpijskich 2014
Tonga na Zimowych Igrzyskach Olimpijskich 2014 reprezentował jeden zawodnik. Był to pierwszy występ Tonga na zimowych igrzyskach olimpijskich.

## Statystyki według dyscyplin
Spośród dyscyplin sportowych, które Międzynarodowy Komitet Olimpijski włączył do kalendarza igrzysk, reprezentacja Tonga wystąpiła w jednej.
| Lp | Sport         | Mężczyźni | Kobiety | Łącznie |
| -- | ------------- | --------- | ------- | ------- |
| 1  | Saneczkarstwo | 1         | 0       | 1       |

## Skład reprezentacji

### Saneczkarstwo
Mężczyźni
| Zawodnik     | Konkurencja | 1. przejazd | 1. przejazd | 2. przejazd | 2. przejazd | 3. przejazd | 3. przejazd | 4. przejazd | 4. przejazd | Suma     | Suma    |
| Zawodnik     | Konkurencja | Czas        | Miejsce     | Czas        | Miejsce     | Czas        | Miejsce     | Czas        | Miejsce     | Czas     | Miejsce |
| ------------ | ----------- | ----------- | ----------- | ----------- | ----------- | ----------- | ----------- | ----------- | ----------- | -------- | ------- |
| Bruno Banani | Jedynki     | 53,653      | 34.         | 53,637      | 31.         | 53,162      | 30.         | 53,221      | 33.         | 3:33,676 | 32.     |